# Henry Chinaski
Henry Charles "Hank" Chinaski är den amerikanske författaren Charles Bukowskis (1920–1994) litterära alter ego.

## Medverkan

### Filmer
- 1987 – Barfly (spelad av Mickey Rourke)
- 2005 – Factotum (spelad av Matt Dillon)